# تصادف قطار
تصادف قطار (انگلیسی: A Railway Collision) فیلمی در ژانر صامت به کارگردانی والتر رابرت بوث است که در سال ۱۹۰۰ منتشر شد.